# 別冊漫画ゴラク
『別冊漫画ゴラク』（べっさつまんがゴラク）は、日本文芸社が発行していた男性向け漫画雑誌。
本項では後継誌にあたる『漫画ゴラクスペシャル』についても併記する。

## 概要
『週刊漫画ゴラク』の兄弟雑誌にあたる。1981年に創刊。創刊当初は第2・4水曜日発売であったが、2009年2月より毎月25日発売の月刊誌となった。2015年2月号（2014年12月25日発売）をもって休刊。
後述の『漫画ゴラクスペシャル』が事実上の後継誌となり、本誌連載作品の一部は同誌への移行および日本文芸社が運営するウェブ漫画サイト『ゴラクエッグ』（現ゴラクうぇぶ!）へそれぞれ移籍が行われている。

## 連載作品
最終号における連載ラインナップ。
★付は『ゴラクスペシャル』、◎付は『ゴラクエッグ』へ移籍されたもの。
- あの夜のささやきが。（艶々）
- 男塾外伝 伊達臣人（原作：宮下あきら、作画：尾松知和） ★
- おもいで停留所 〜バスに君が乗っていた頃〜（池田邦彦）
- 切子（本田真吾）
- 課長レシピ MAEDA's RECIPE（ラズウェル細木）
- ささひと（花月仁） ★
- じこまん 〜自己漫〜（玉井雪雄） ※ 週刊漫画ゴラクから移籍。 ◎
- 陣内流柔術流浪伝 真島、爆ぜる!!（にわのまこと） ※ 週刊漫画ゴラクから移籍。 ◎
- 寿司魂 〜すしこん〜（原作：九十九森、作画：さとう輝）
- Z 〜ゼット〜（相原コージ） ◎
- 天牌外伝（原作：来賀友志、作画：嶺岸信明） ★
- はぐれアイドル地獄変（高遠るい） ★
- 坊っちゃん♥（原作：夏目漱石、作画：大和田秀樹） ★
- もう40代（花くまゆうさく）

### 不定期連載
- 編み男（榊こつぶ）
- じゃぽんNOW（のもばく）
- ほたる 〜真夜中の歯科医〜（高田靖彦）
- ミナミの帝王 ヤング編（原作：天王寺大、作画：郷力也）
- 大和の獅士（原作：鍋島雅治、作画：渡辺みちお）

### 連載終了作品
- 嗚呼おネコさま（榊こつぶ）
- 愛人形-あいドール-（原作：倉科遼、作画：池田文春）
- 甘い鞭（原作：大石圭、作画：艶々）
- 恋愛（いたずら）（立原あゆみ）
- いただき了然（原作：牛次郎、作画：高橋わたる）
- オビ屋稼業（原作：東史郎、作画：向後つぐお）
- 親不孝通り（ツカサ久賀）
- 俺たちのLASTWALTZ（きくち正太）
- オレは風神（あさだ圭）
- かすみたなびく（ラズウェル細木）
- 神様がくれた背番号（原作：松浦儀実、作画：渡辺保裕）
- 金と運〜きんとうん〜（原作：朽葉狂介、作画：原恵一郎）
- 釘師放浪記（原作：牛次郎、作画：石神保）
- ゲートガール（ひのき一志）
- 公衆浴場女子湯図鑑（ふじたみき） ※単行本でのタイトルは『おんな湯にっき』。
- 極楽バリ島 丸尾孝俊 ボーボー物語（監修：丸尾孝俊、作画：中祥人）
- ゴラすぽ（のもばく）
- ザ・シェフ〜ファイナル〜（原作：剣名舞、作画：加藤唯史）
- 女子大生快感教室（原作：松本孝、作画：引間道夫）
- ザ・騙し人（横山まさみち）
- ザ・松田 ブラックエンジェルズ（平松伸二）
  - ザ・松田 超人最強伝説
- 切子〜キリコ〜（本田真吾）
- 極食キング（土山しげる）
- すっ飛びの桂馬（向後つぐお）
- スーパー刑事（原作：鍋島雅治、作画：渡辺みちお）
- 銭夜叉（原作：倉科遼、作画：内山まもる）
- 大市民日記（柳沢きみお）
- 天医無縫（地引かずや）
- 天医無縫-命-（地引かずや）
- ドラゴン（原作：荒尾和彦、作画：嶺岸信明）
- 翔びなさい!アヒル（原作：倉科遼、作画：成田マナブ）
- にっぽん自転車王（山松ゆうきち）
- 任侠沈没（山口正人）
- ノンポリ（片山誠）
- 花（岡田ユキオ）
- 包丁無宿（たがわ靖之）
- まぼろし堂の銀平（原作：結城春海、作画：いつきたかし）
- 漫極充棟（いとう耐）
- もぎたて刑事 〜柑橘系〜（ポテチ次郎）
- ものかげのイリス（艶々）
- ラブラブエイリアン（岡村星） ※ゴラクエッグへ移籍。

## 漫画ゴラクスペシャル
『漫画ゴラクスペシャル』は日本文芸社より発行中の男性向け漫画雑誌。
『週刊漫画ゴラク』の増刊号として2013年5月に創刊された後、『別冊漫画ゴラク』休刊後の後継誌として2015年3月より月刊化。毎月15日発売。
2020年7月15日発売の69号（2020年8月25日号）をもって紙媒体による刊行を終了し、同年8月より電子媒体へと移行された。移行に伴って号数もリセットされている。

### 連載作品 (ゴラクスペシャル)
- アイトアイ（坂辺周一）
- 異世界AV〜魔王様はエッチなビデオに興味津々なご様子です!〜（作画：オオイシヒロト / 原作：尾藤麻論）
- おいしい金魚（橋本孤蔵）
- 今宵、妻が。(佐野タカシ)
- 魁!!男塾外伝 大豪院邪鬼（作画：柳田東一郎 / 原案：宮下あきら）
- 奴隷先生（作画：友野ヒロ / 原作：村生ミオ）
- ハイヤートライヴ〜破滅の山脈〜（高橋構造）
- はぐれアイドル地獄変(高遠るい) ※別冊漫画ゴラクから移籍。
- ふたりの愛が終わるまで（艶々）
- ヤドリギサマ（沖田龍児）
- 隣人X（楠本哲）

### 連載終了作品 (ゴラクスペシャル)
★付は『別冊漫画ゴラク』からの移籍作品。
- 芥川おしながき帳（楠本哲）
- アニーズ・ぱんつぁー(かたやままこと)
- SとM エクスタシー（村生ミオ）
- 江戸前の旬外伝 ウオバカ!!!（作画:さとう輝 / 原作:九十九森）
- 江戸前の旬 外伝 虹のひとさら（作画:さとう輝 / 原作:九十九森）
- 江戸前の旬 旬と大吾（作画:さとう輝 / 原作:九十九森）
- 男塾外伝 伊達臣人（原作：宮下あきら / 作画：尾松知和） ★ →ゴラクエッグへ移籍。
- きみにかわれるまえに（カレー沢薫）
- CLOSER〜クローザー〜(原作：田中晶 / 作画：島崎康行)
- 荒野のグルメ（作画：土山しげる / 原作：久住昌之） ※週刊漫画ゴラクから移籍。作画の土山死去による絶筆。
- こいまん（井出圭亮）
- ささひと（花月仁） ★
- しおりの日記（艶々）
- 終園地（本田真吾）
- ショコラティエはサディスティック（作画：松本救助 / 原作：花形怜）
- 新宿セブン(作画：奥道則 / 原作：観月昴) ※週刊漫画ゴラクから移籍。
- すんどめ自衛隊(かたやままこと)
- 全裸稼業（作画：オオイシヒロト / 原作：尾藤麻論）
- 天牌外伝（原作：来賀友志 / 作画：嶺岸信明） ★
- 日曜日の背徳めし（魚乃目三太）
- 坊っちゃん♥（原作：夏目漱石 / 作画：大和田秀樹） ★
- モンキーサークル（作画:粂田晃宏 / 原作:志名坂高次）
- 横浜ロック（前田治郎）

## 実写化作品

### 別冊漫画ゴラク
| 作品                                    | 放送年                           | 制作                      | 備考                                           |
| --------------------------------------- | -------------------------------- | ------------------------- | ---------------------------------------------- |
| 火災調査官（ドラマ）                    | 2003年 - 2015年 （いずれも特番） | テレビ朝日                | タイトルは「火災調査官・紅蓮次郎」に副題がつく |
| 東京地検特捜部長・鬼島平八郎 “眠らぬ鬼” | 2010年                           | ABC・テレビ朝日・吉本興業 | タイトルは「検事・鬼島平八郎」                 |

| 作品               | 公開年 | 配給         | 備考                                    |
| ------------------ | ------ | ------------ | --------------------------------------- |
| はだかのくすりゆび | 2014年 | エスピーオー |                                         |
| Z 〜ゼット〜       | 2014年 | エスピーオー | タイトルは「Z 〜ゼット〜 果てなき希望」 |

| 作品     | 発売年 | 制作                           | 備考 |
| -------- | ------ | ------------------------------ | ---- |
| 包丁無宿 | 1997年 | 東北新社                       |      |
| 任侠沈没 | 2011年 | エクセレントフィルムズ（協力） |      |

### 漫画ゴラクスペシャル
| 作品                 | 公開年 | 配給                               | 備考                     |
| -------------------- | ------ | ---------------------------------- | ------------------------ |
| 天牌外伝             | 2018年 | オデッサ・エンタテインメント       | オリジナルビデオ版に続く |
| はぐれアイドル地獄変 | 2020年 | 「はぐれアイドル地獄変」製作委員会 |                          |

| 作品     | 発売年 | 制作                         | 備考         |
| -------- | ------ | ---------------------------- | ------------ |
| 天牌外伝 | 2019年 | オデッサ・エンタテインメント | 映画版の続編 |